# Căscioarele (Ulmi), Giurgiu
Căscioarele este un sat în comuna Ulmi din județul Giurgiu, Muntenia, România.
 Acest articol despre o localitate din județul Giurgiu este deocamdată un ciot. Puteți ajuta Wikipedia prin completarea lui.